# املاک هارولد لوید
املاک هارولد لوید (انگلیسی: Harold Lloyd Estate) مشهور به گرین‌اِیکرز (انگلیسی: Greenacres؛ ‏ معنای تحت‌اللفظی: هکتارهای سبز) خانه مجلل و زمین‌ها و املاک محوطه‌سازی‌شده‌ای در محلهٔ بندیکت کنیون واقع در بورلی هیلز است که در دههٔ ۱۹۲۰ توسط ستاره و کمدین مشهور دوران سینمای صامت هارولد لوید خریداری و ساخته شد و تا زمان مرگش در سال ۱۹۷۱ محل زندگی و اقامت وی و خانواده‌اش بود. این عمارت بزرگ ۴۴ اتاق، زمین گلف، چندین ساختمان الحاقی جانبی و یک مسیر ۲۷۰ متری قایقرانی داشت که مساحت کلی آن ۱۵ جریب فرنگی (۶۱٬۰۰۰ متر مربع) بود. گرین‌اِیکرز را «چشمگیرترین املاک و عمارت ساخته‌شده برای یک ستاره سینما تا کنون» لقب داده‌اند.
پس از مرگ هارولد لوید، بخشی از زمین‌های بخش جنوبی را قطعه‌بندی کرده و به ۱۵ زمین مجزا برای خانه‌سازی تقسیم کردند. عمارت اصلی که بر فراز تپه‌ای واقع شده، تنها ۵ هکتار از زمین‌های هموار اصلی را حفظ کرد. این املاک و ساختمان اصلی آن در سال ۱۹۸۴ در فهرست اماکن ملی تاریخی ثبت شد.